# Касинаско
Касина̀ско (на италиански: Cassinasco; на пиемонтски: Cassinasch, Касинаск) е село и община в Северна Италия, провинция Асти, регион Пиемонт. Разположено е на 447 m надморска височина. Населението на общината е 600 души (към 2013 г.).